# Synophridie

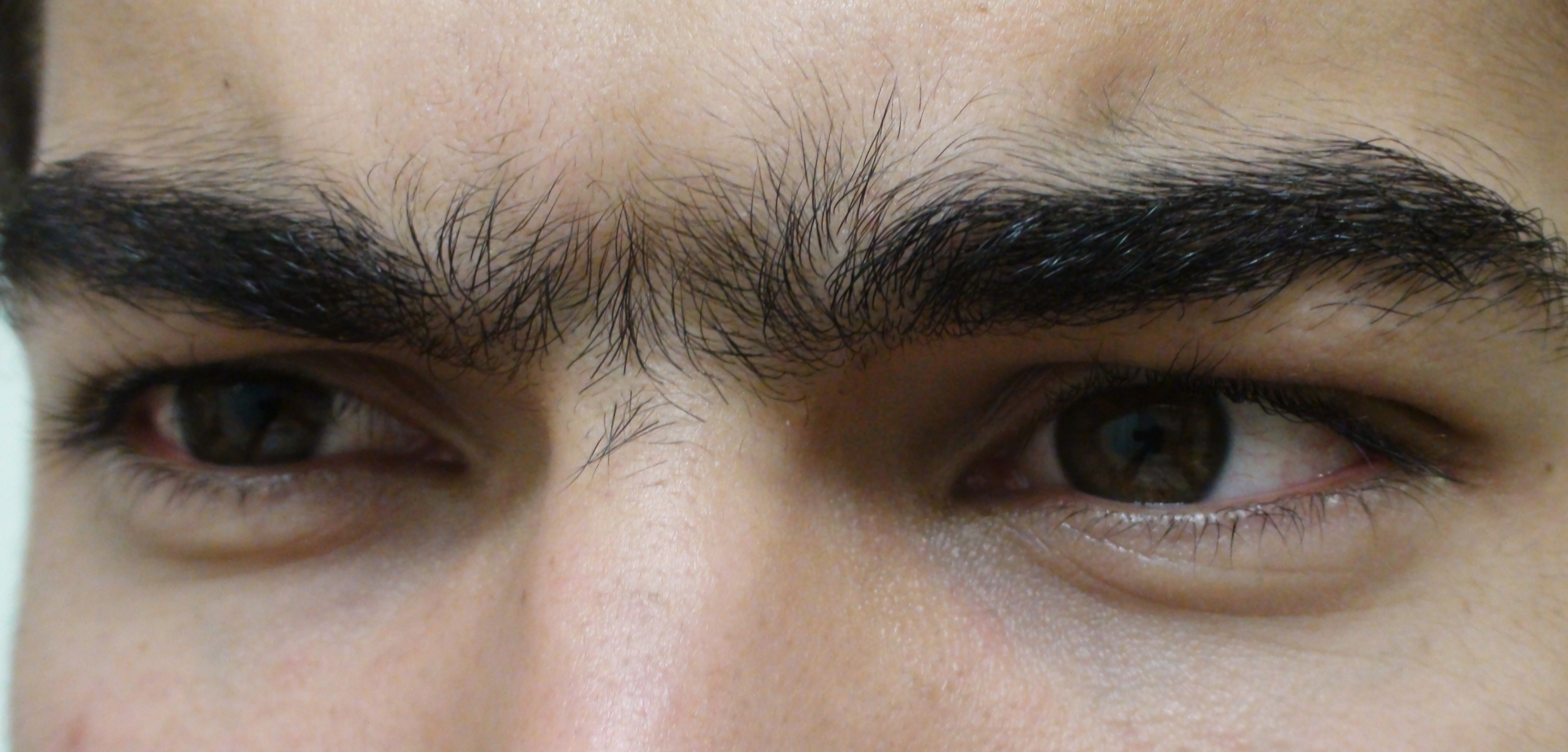
Synophridie.

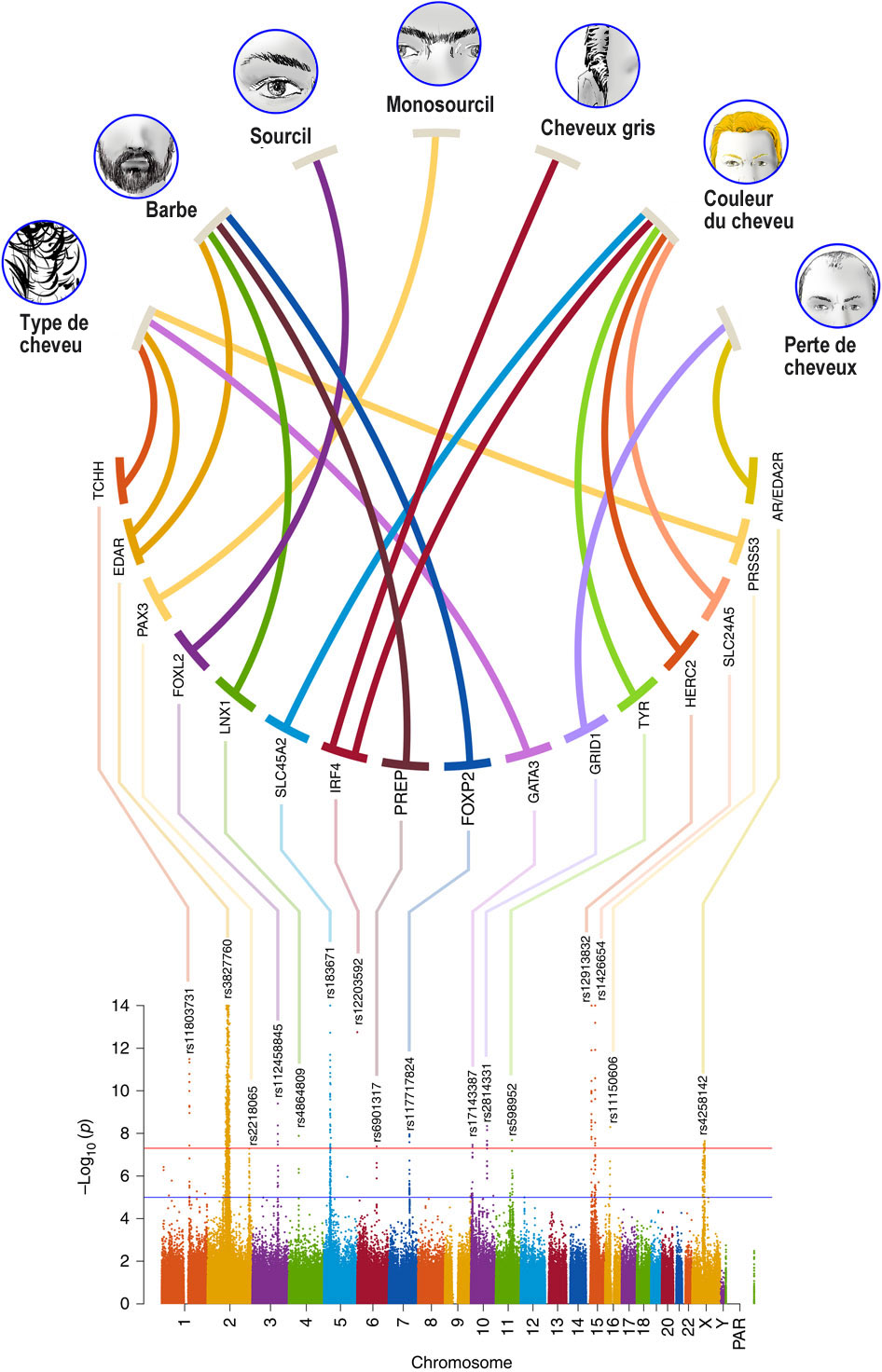
En haut : les 7 caractéristiques des cheveux étudiés par l'étude CANDELA. Les lignes épaisses et colorées relient ces caractéristiques avec les gènes-candidats identifiés. En bas, un graphe composite affiche tous les polymorphismes nucléotidiques associés de manière significative pour les caractères du système pileux examinés. Le nombre rs du polymorphisme nucléotidique (chiffre vertical) avec la plus petite valeur de P est affiché en haut de chaque pic d'association

Une synophridie (synophris) ou monosourcil est une présentation rare de l’implantation pilaire de la région intersourcilière, caractérisée par la confluence des deux sourcils à la base du nez.

## Élément possible de plusieurs syndromes
- Cette pilosité peut être associée à plusieurs syndromes ou symptômes, par exemple :

1. syndrome de Waardenburg.
2. syndrome de Cornelia de Lange (aussi parfois dénommé syndrome de Brachmann de Lange)[2],[3].
3. trichomégalie (en)[4], éventuellement familiale[5].
4. hypertélorisme.
5. exposition prénatale à l'alcool.

## Aspects génétiques
À l'occasion d'une étude des génomes de plus de 6 000 personnes sud-américaines dont les ancêtres étaient amérindiens, africains ou européens, un gène très probablement responsable de ce phénomène a été récemment découvert parmi un groupe de 18 gènes impliqués dans la production, la forme et l'épaisseur du cheveu, du sourcil et du poil de barbe.
Ce travail a été publié dans Nature Communications le 1er mars 2016
.

## Monosourcil dans la culture

### Histoire
Selon l'historienne du maquillage Madeleine Marsh (2009), le monosourcil était considéré comme remarquable du point de vue de la beauté féminine dans la Rome antique et dans la Grèce antique, et si on n'avait pas la chance de l'avoir naturellement, Ovide recommandait de le simuler avec de l'encre.
Le poète bucolique hellénistique Théocrite décrit le Cyclope Polyphème comme doté d'un monosourcil énorme, qui surmonte son œil unique et lui barre le visage d'une oreille à l'autre.

### Art
L'artiste peintre Frida Kahlo joue sur le rapprochement des sourcils dans ses autoportraits pour accentuer cette caractéristique de ses origines mexicaines[Quoi ?],.